# Chess Informant Expert
Chess Informant Expert en Chess Informant Reader zijn softwareprogramma's die gemaakt zijn om toegang te krijgen tot de digitale edities van de Chess Informant publicaties. De software ontbeert de krachtige functies die in producten zoals ChessBase en Chess Assistant zitten, maar kunnen goed overweg met de Portable Game Notation en hun eigen formaat database. 
Chess Informant Expert faciliteert het maken van artikelen in de Chess Informant stijl en heeft tevens de middelen aan boord om deze artikelen aan editors ter review te geven.